# Erythronium oregonum
Erythronium oregonum es una especie de planta bulbosa perteneciente a la familia de las liliáceas, es conocida con el nombre común de giant white fawn lily. 
Es nativa del oeste de Norteamérica desde Columbia Británica hasta California, donde crece en las montañas costeras. 

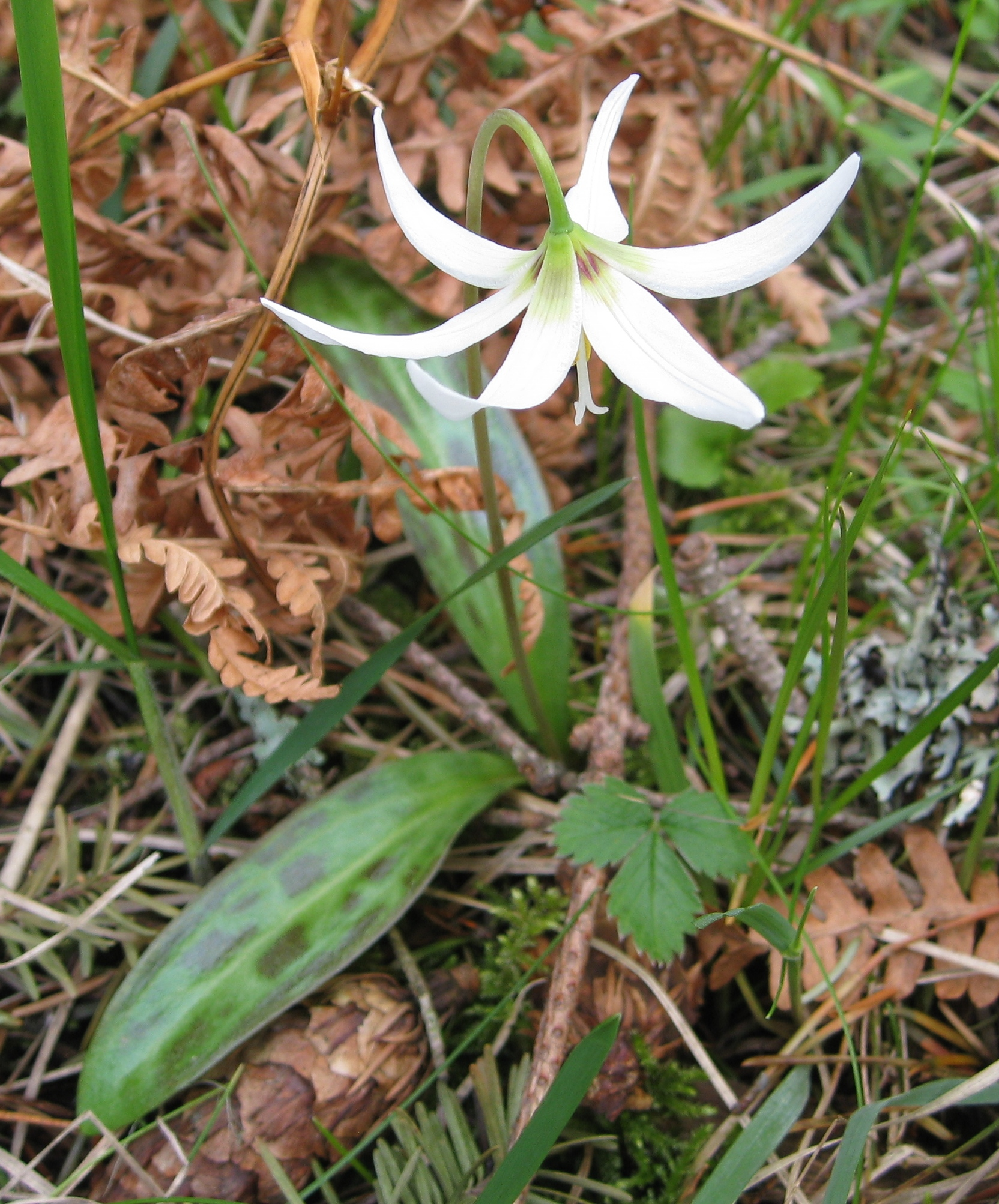
En su hábitat

## Descripción
Esta planta silvestre crece a partir de un bulbo de color verde con 3 a 5 centímetros de ancho y produce unas grandes hojas de hasta 22 centímetros de largo y, a menudo con manchas marrones y blancas. Tiene delgados tallos desnudos de hasta unos 40 centímetros de altura cada uno con una a tres flores. Cada flor tiene los tépalos de color blanco con las bases amarillas, a veces manchado de rojo oscuro. Los estambres y estigmas son blancos y las anteras puede ser de color blanco a amarillo.

## Taxonomía
Erythronium oregonum fue descrita por  Elmer Ivan Applegate    y publicado en Madroño 3(2): 99–107. 1935.
Etimología
Erythronium: nombre genérico que  se refiere al color de las flores de algunas de sus especies de color rojo (del griego erythros = rojo), aunque también pueden ser de color amarillo  o blanco.
oregonum: epíteto geográfico que alude a su localización en Oregón.
Sinonimia
- Erythronium grandiflorum var. albiflorum Hook., Fl. Bor.-Amer. 2: 182 (1838).
- Erythronium revolutum var. albiflorum Purdie in L.H.Bailey, Cycl. Amer. Hort.: 548 (1900).
- Erythronium revolutum var. praecox Purdy in L.H.Bailey, Cycl. Amer. Hort.: 548 (1900).
- Erythronium revolutum var. watsonii Purdy in L.H.Bailey, Cycl. Amer. Hort.: 548 (1900).
- Erythronium giganteum subsp. leucandrum Applegate, Contr. Dudley Herb. 1: 189 (1933).
- Erythronium oregonum subsp. leucandrum (Applegate) Applegate, Madroño 3: 106 (1935).[3]